# Peiting

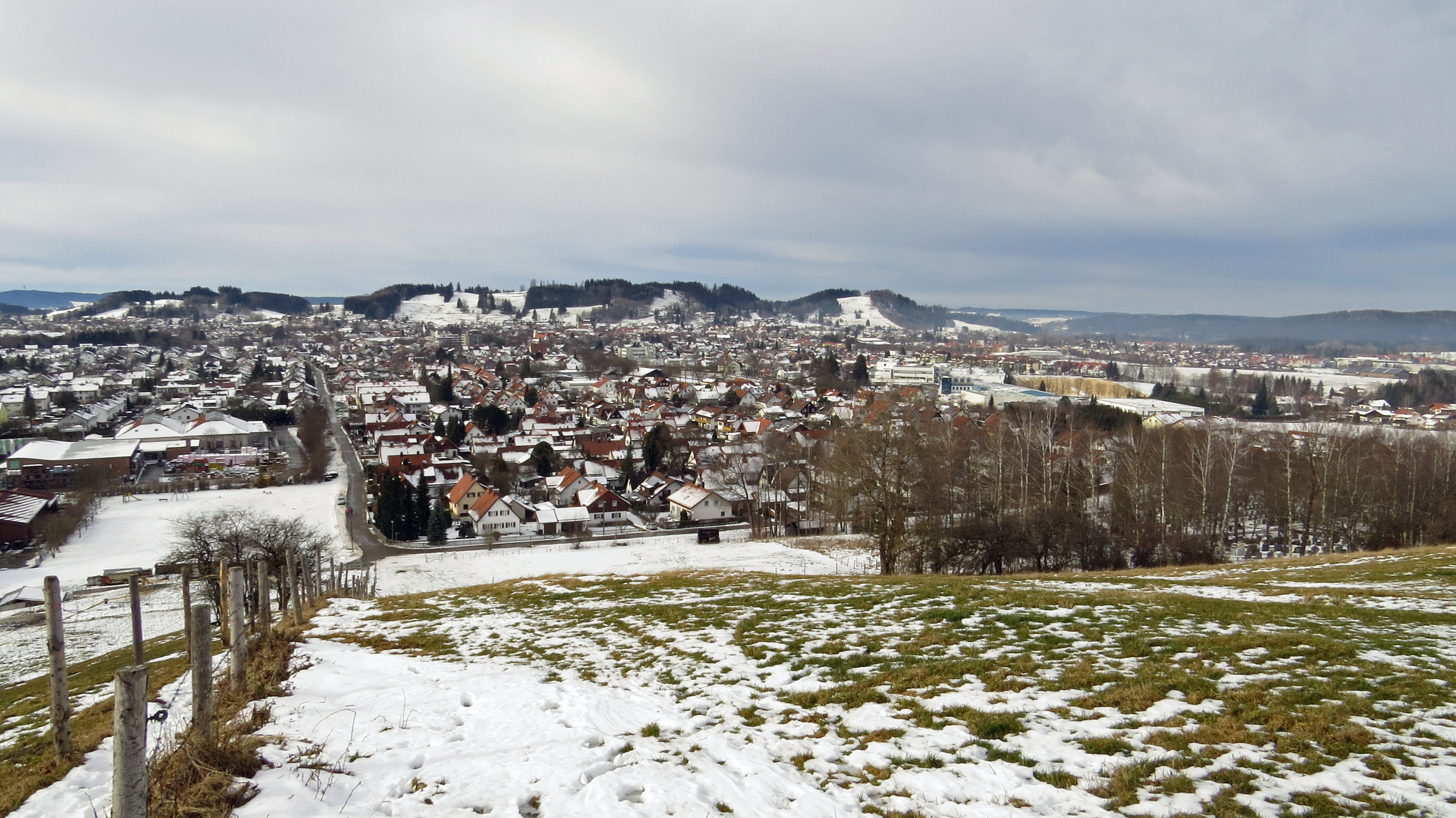
Peiting von Osten

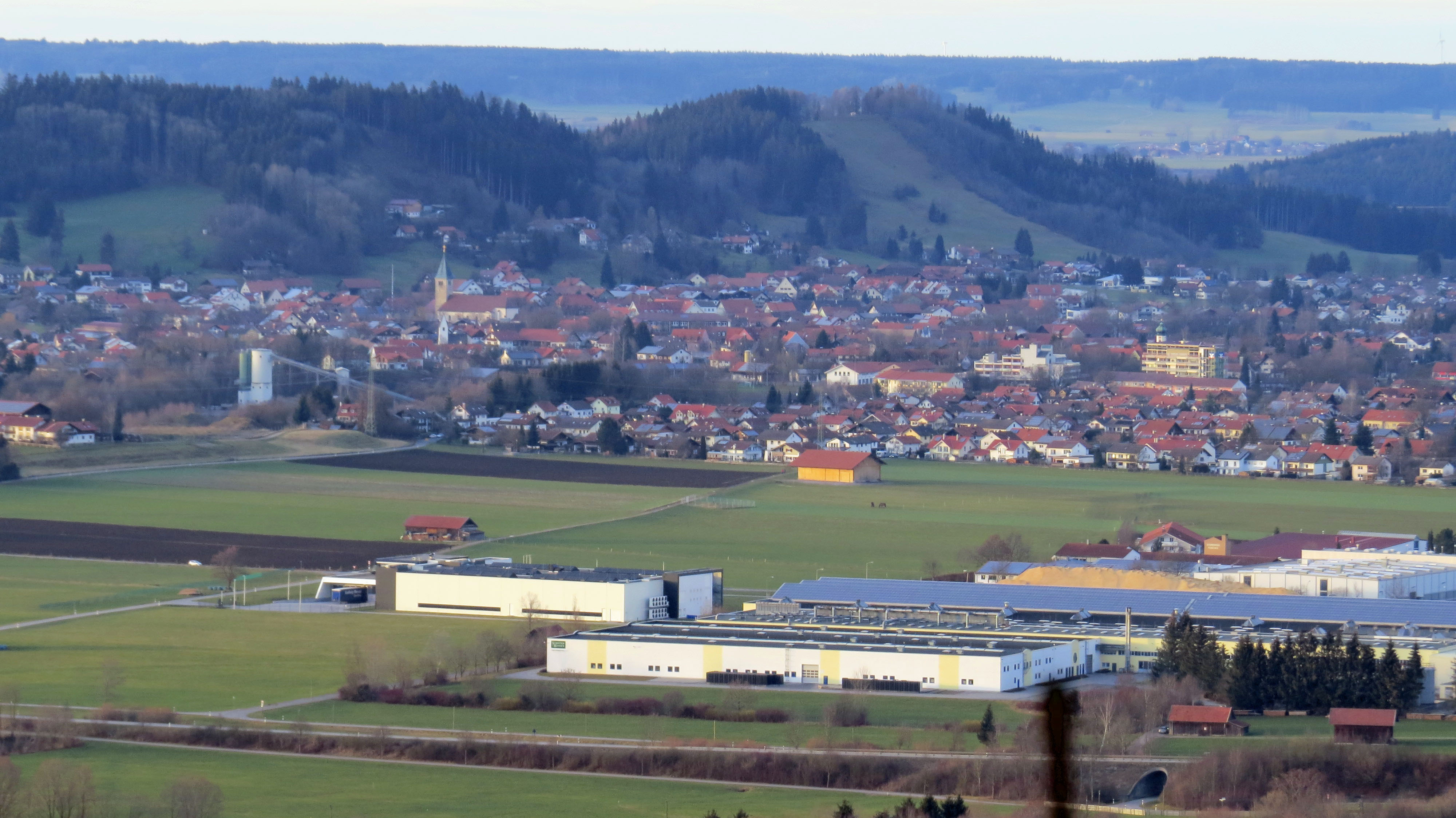
Peiting von Südosten

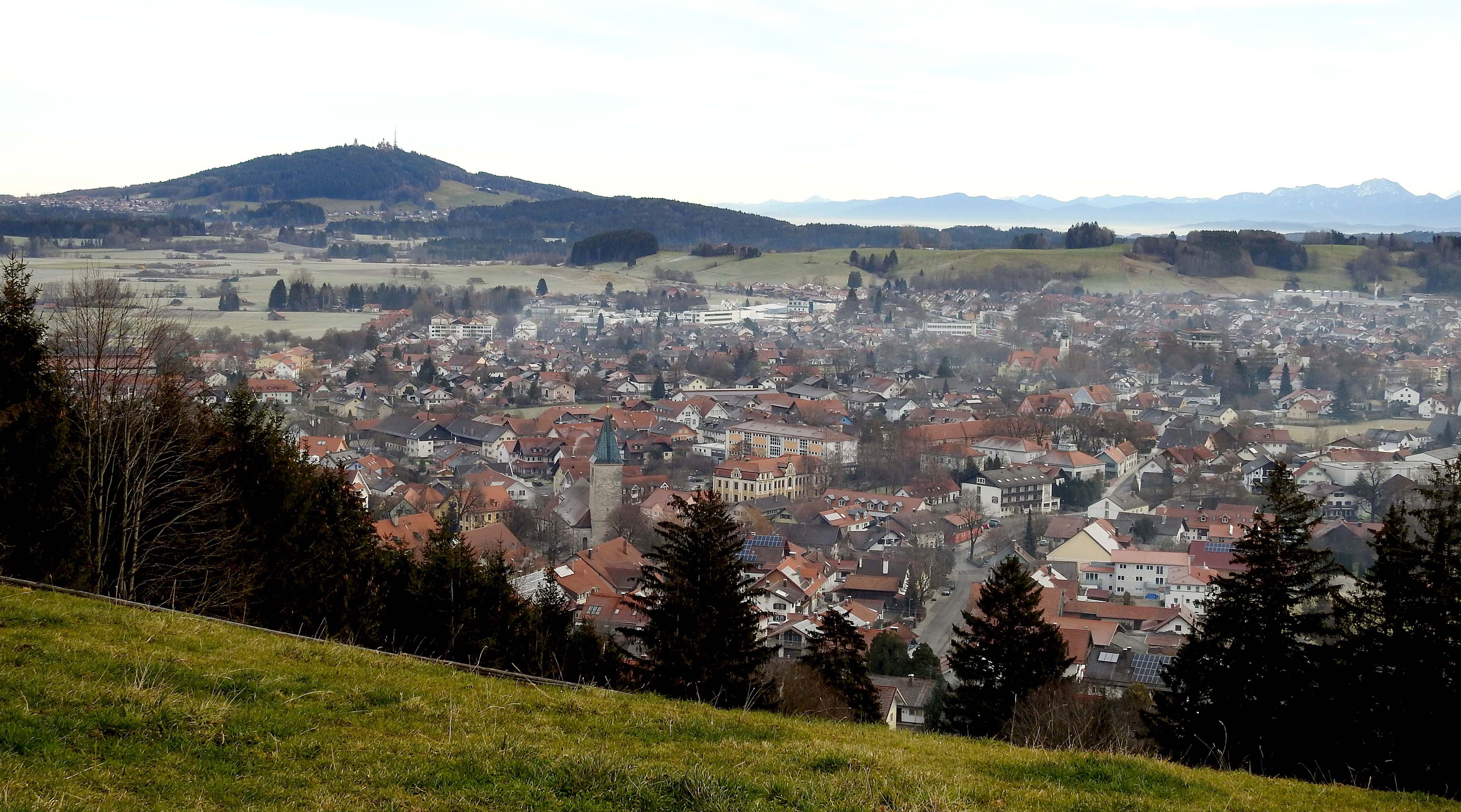
Peiting von Westen mit Hohem Peißenberg

Peiting ist ein Markt im oberbayerischen Landkreis Weilheim-Schongau.
Umgeben von den Moränenhügeln Schlossberg, Kalvarienberg, Schnaidberg und Bühlach ist Peiting ein Ort, der sich trotz der Bevölkerungszunahme nach dem Zweiten Weltkrieg seinen bayerisch-dörflichen Charakter erhalten konnte. Zahlreiche landwirtschaftliche Betriebe sind außerhalb des Ortskerns in verschiedenen Weilern angesiedelt. Der Ortsname leitet sich vermutlich von dem Adelsgeschlecht der Peutinger ab, das sich wohl schon im 6. Jahrhundert im Ortsgebiet ansiedelte. Geschichtlich bedeutungsvoll ist der Ort als Stammsitz der hier einst ansässigen Welfen.
Zur Gemeinde Peiting gehört auch die Siedlung Herzogsägmühle, eine Einrichtung der Diakonie.

## Geographie

### Lage
Peiting liegt in der Region Oberland östlich von Schongau nahe dem Ostufer des Lechs, an den das Gemeindegebiet aber nur südwestlich der Bundesstraße 17 auf unbesiedeltem Gebiet tatsächlich grenzt. Die Peitnach (in einigen Kartenwerken auch als Peitinger Mühlbach bezeichnet) durchfließt das Ortsgebiet in nördlicher Richtung und mündet auf dem Gemeindegebiet in der Nähe der Lechstaustufe 7 in den Lech.

### Gemeindegliederung

#### Gemeindeteile
Es gibt 40 Gemeindeteile (in Klammern ist der Siedlungstyp angegeben):
- Aich (Weiler)
- Aichen (Weiler)
- Berg (Dorf)
- Birkland (Pfarrdorf)
- Bühlach (Weiler)
- Deutenried (Weiler)
- Eselsberg (Weiler)
- Finsterau (Einöde)
- Grabhof (Einöde)
- Grub (Einöde)
- Hausen (Weiler)
- Herzogsägmühle (Sozialdorf)
- Hofen (Einöde)
- Höfle (Weiler)
- Hohenbrand (Dorf)
- Klaft (Einöde)
- Kreut (Weiler)
- Kurzenried (Dorf)
- Lamprecht (Einöde)
- Langenried (Weiler)
- Leitersberg (Weiler)
- Lexe (Weiler)
- Luttenbach (Weiler)
- Moosegg (Einöde)
- Mößle (Einöde)
- Niederwies (Einöde)
- Odi (Einöde)
- Oedenhof (Weiler)
- Peiting (Hauptort)
- Ramsau (Dorf)
- Rehpoint (Einöde)
- Rettenbach (Einöde)
- Riedhof (Einöde)
- Sachsen (Einöde)
- Sägmühle (Einöde)
- Schnalz (Einöde)
- Sedlhof (Einöde)
- Sperber (Einöde)
- Weinland (Einöde)
- Winterleiten (Einöde)

Im Gemeindegebiet gibt es die Gemarkungen Birkland und Peiting.

### Dialekt
Obwohl Peiting politisch zum Regierungsbezirk Oberbayern gehört, wird im Ort kein typisches (Mittel-)Bairisch gesprochen, sondern der Lechrainer Dialekt, der als Übergangsdialekt bairische und alemannische Sprachelemente verbindet und charakteristisch für das Gebiet unmittelbar östlich des Lechs ist.

## Geschichte

### Bis zur Gemeindegründung

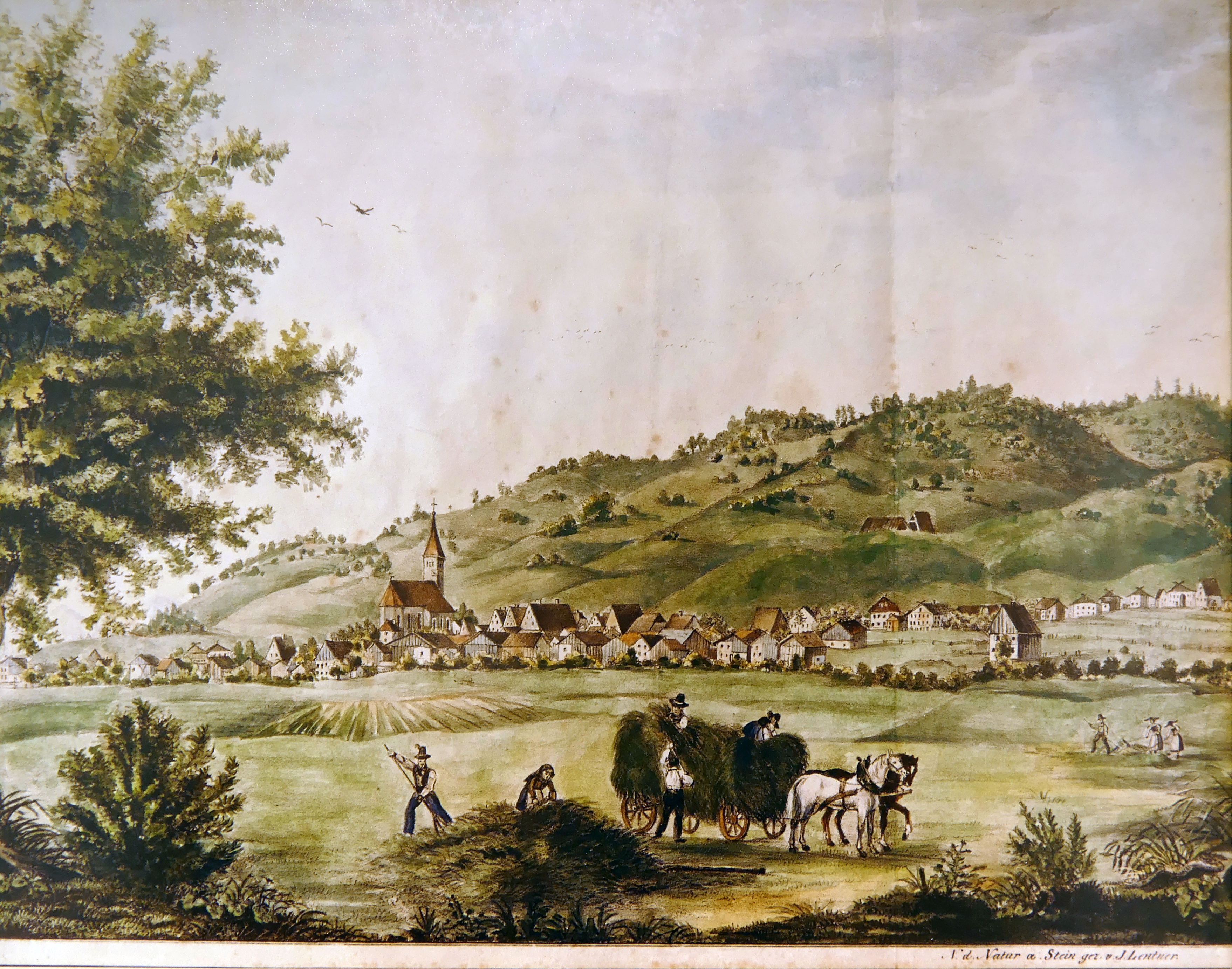
Joseph Friedrich Lentner: Peiting um 1840

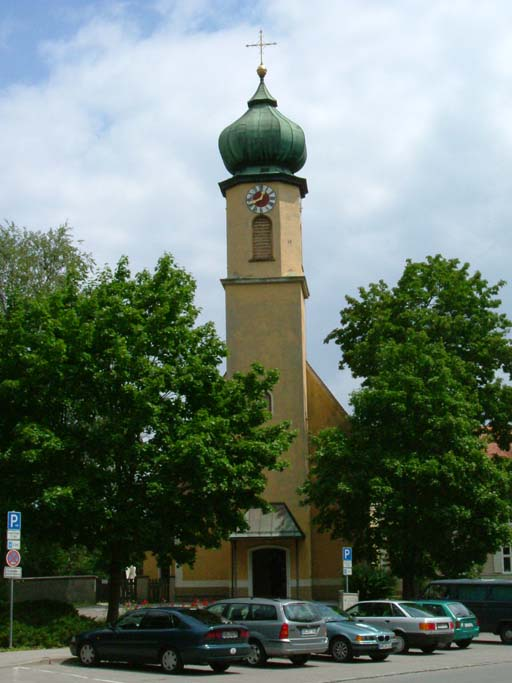
Wallfahrtskapelle Maria Egg

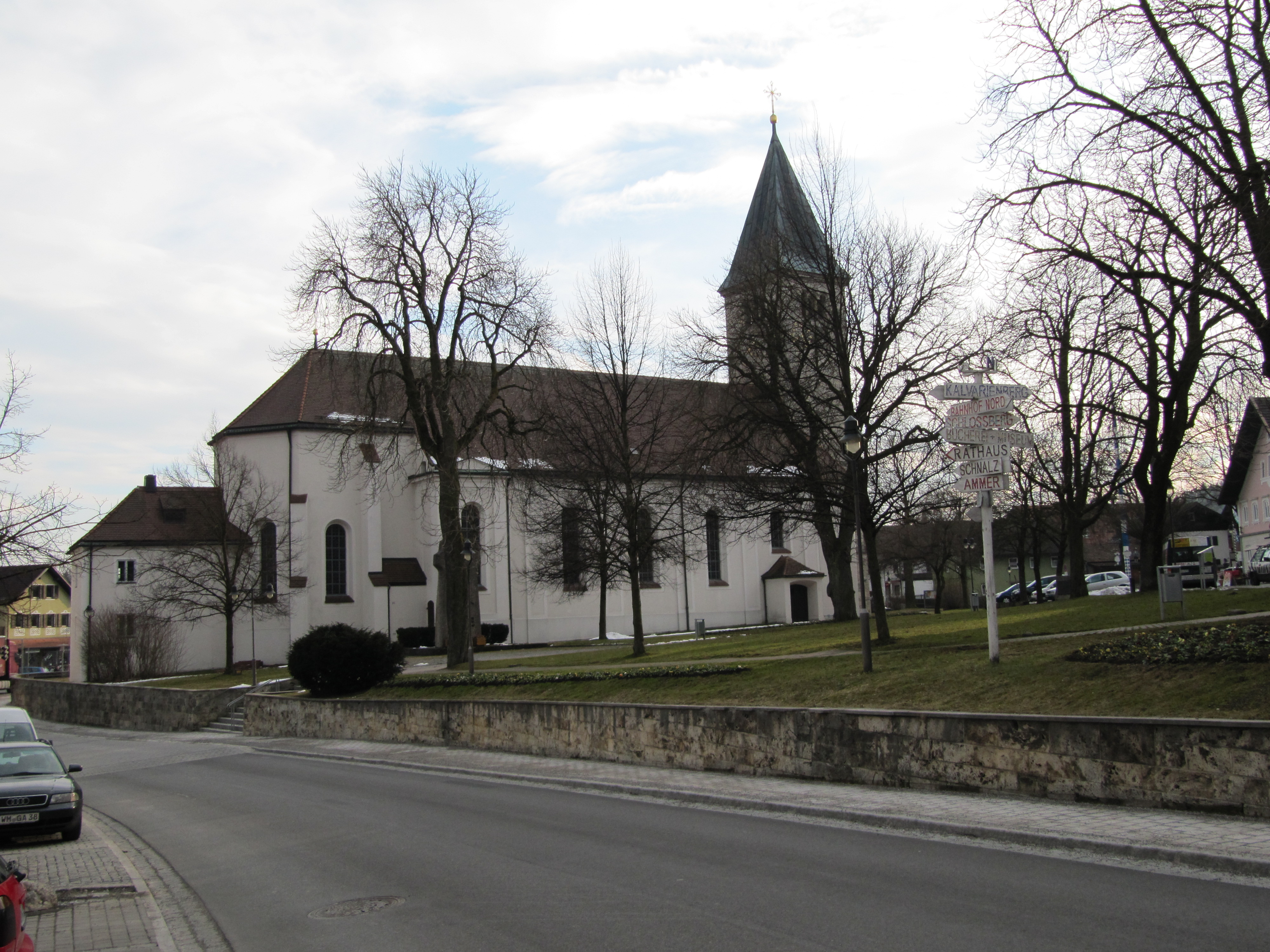
Pfarrkirche St. Michael

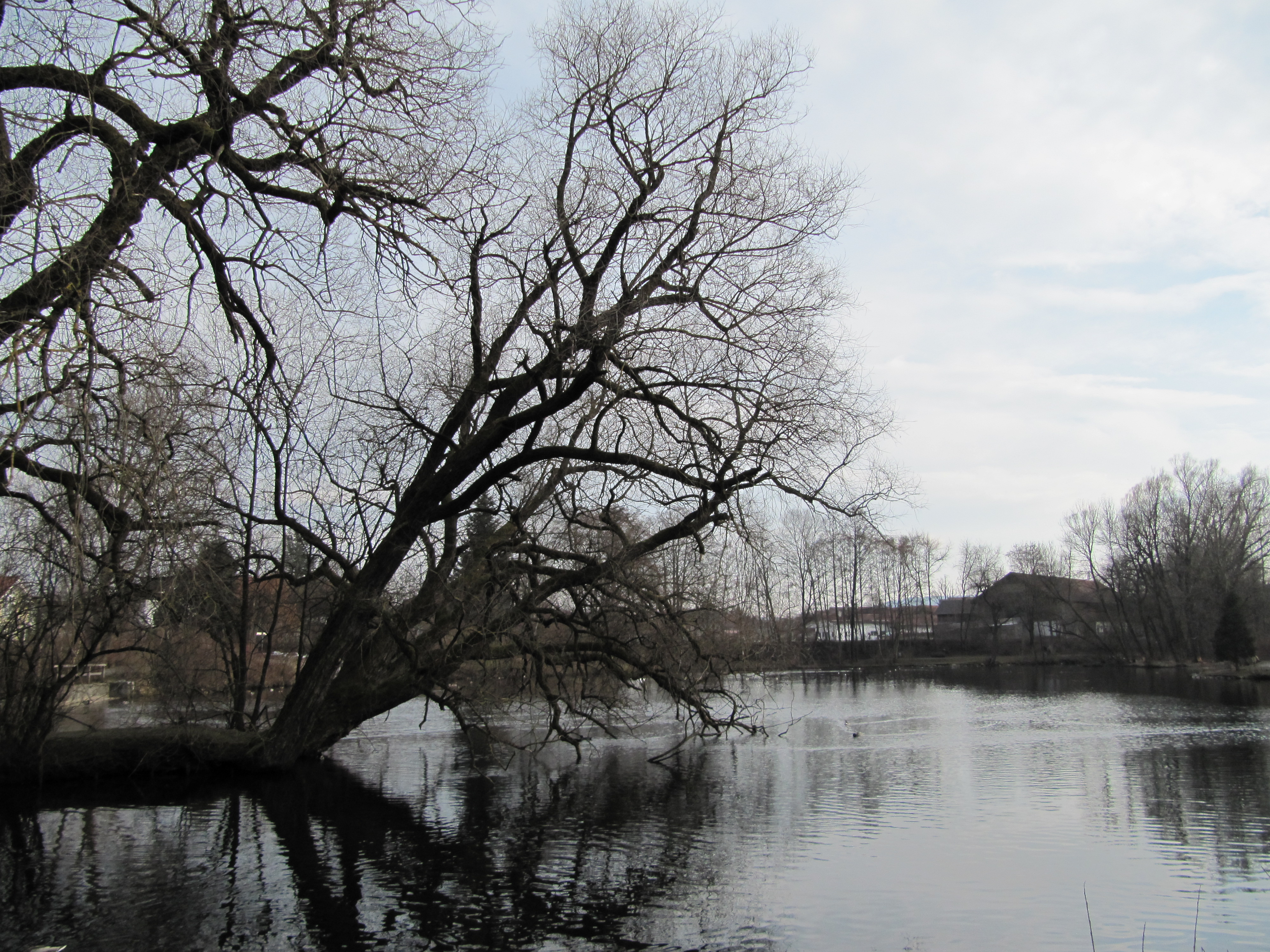
Gumpen an der Peitnach

Funde erster Besiedlung am Ostufer des Lechs reichen in das dritte vorchristliche Jahrtausend zurück. Früheste Funde sind ein Steinbeil und Tonscherben. Es gibt bronzezeitliche Gräber auf dem Bühlachberg, auch Kelten und Römer hinterließen Spuren. Auf den „Neukirchwiesen“ war in der Römerzeit ein großer Gutshof mit vielen Nebengebäuden. Nach den Römern besiedelten die Alemannen das Gebiet.
Die erste urkundliche Erwähnung Peitings war 1055 als „neue“ Burg Peiting der hier ansässigen Welfen. Die Welfenburg befand sich auf einer Anhöhe im Flurbereich „Schneckenbichl“ nordwestlich des heute besiedelten Ortgebiets und war Mittelpunkt aller Handlungen der Lechrainer Welfen. Diese Welfen nahmen u. a. auch an Kreuzzügen teil und gründeten die Klöster Rottenbuch und Steingaden. Die Peitinger Welfenlinie starb 1191 aus. Der letzte dieser Linie war Welf VI. Möglicherweise verursachte ein Erdbeben im Jahr 1348 den teilweisen Einsturz der Welfenburg. Im Jahre 1438 erhielt Peiting durch den bayerischen Herzog Ernst das Marktrecht. Die Stadt Schongau sah sich durch diese Herausstellung Peitings in „ihren Freiheiten beeinträchtigt“ und bat den Herzog, den Peitingern das Marktrecht wieder abzusprechen. Das Ersuchen wurde abgewiesen, und Herzog Albrecht bestätigte 1455 den Peitingern das Marktrecht erneut. 1490 wurde das Peitinger Marktgericht mit der Stadt Schongau vereinigt. Im Dreißigjährigen Krieg, im Jahr 1632 wurde die Welfenburg von den Schweden vollständig zerstört. Zur selben Zeit brach das „hitzige Fieber“ (vermutlich Flecktyphus) aus, an dem in Peiting im Jahre 1632 etwa 400 Menschen starben. Sowohl im Spanischen Erbfolgekrieg als auch im  Österreichischen Erbfolgekrieg fielen feindliche Truppen über Peiting her, brandschatzten und plünderten es.
Peiting wurde im Zuge der Verwaltungsreformen in Bayern 1818 eine selbstständige politische Gemeinde, die zum Landgericht Schongau gehörte.

### 20. Jahrhundert
Nach dem Ende des Ersten Weltkrieges wurde ein Kohlebergwerk in Peiting errichtet. Nach 1945 kamen 1500 Heimatvertriebene als Flüchtlinge nach Peiting. Im Jahre 1957 hatte das Kohlenbergwerk Peiting mit 882 Bergleuten und 47 Angestellten seinen höchsten Belegschaftsstand. 1958 erhielt das damals größte Dorf Oberbayerns erneut das formelle Marktrecht. 1968 wurde das Bergwerk geschlossen. Es folgte eine kurze wirtschaftliche Krise. Schnell siedelten sich neue Betriebe an.

### Eingemeindungen
Am 1. Januar 1976 wurde im Rahmen der Gebietsreform die Gemeinde Birkland eingegliedert.

### Einwohnerstatistik
Zwischen 1988 und 2019 wuchs der Markt von 10.316 auf 11.425 um 1.109 Einwohner bzw. um 10,8 %.

Einwohnerentwicklung von 1840 bis 2017 nach nebenstehender Tabelle

| Jahr | Einwohner |
| ---- | --------- |
| 1840 | 1.727     |
| 1900 | 2.361     |
| 1939 | 5.495     |
| 1961 | 8.385     |
| 1970 | 9.664     |
| 1987 | 10.319    |
| 1991 | 10.814    |

| Jahr | Einwohner |
| ---- | --------- |
| 1995 | 11.382    |
| 2000 | 11.834    |
| 2005 | 11.924    |
| 2010 | 11.848    |
| 2015 | 11.334    |
| 2018 | 11.439    |
| 2019 | 11.425    |

### Konfessionsstatistik
Bei der Volkszählung 2011 gaben 67,5 % der Einwohner an, römisch-katholisch zu sein, 12,0 %  evangelisch  und 20,5 % waren konfessionslos, gehörten einer anderen Religionsgemeinschaft an oder machten keine Angabe. Die Zahl der Protestanten und vor allem die der Katholiken ist seitdem gesunken. Ende 2019 hat Peiting 11.713 Einwohner, davon 59,7 % Katholiken, 10,5 % Protestanten und 29,7 % hatten entweder eine andere oder keine Religionszugehörigkeit.

## Politik

### Gemeinderat und Bürgermeister
|  | Gemeinderatswahl Peiting 2020Wahlbeteiligung: 65,0 % 3020100 26,222,821,213,811,94,1 CSUBVPbSPDUPdGrüneÖDPGewinne und Verlusteim Vergleich zu 2014 %p 14 12 10 8 6 4 2 0 −2 −4 −6 −8−10−12−14−16−18−20−2,7−0,8−19,2+13,8+4,8+4,1CSUBVPSPDUPGrüneÖDPAnmerkungen:b Bürgervereinigung Peitingd Unabhängige Peitinger | Sitzverteilung im Gemeinderat Peiting 2020Insgesamt 24 Sitze - SPD: 5 - Grüne: 3 - ÖDP: 1 - UP: 3 - Bürgervereinigung: 6 - CSU: 6 |

| Partei / Liste             | Wahl 2020 | Wahl 2020 |        | Wahl 2014 | Wahl 2014 | Wahl 2008 | Wahl 2008 | Wahl 2002 | Wahl 2002 |
| Partei / Liste             | %         | Sitze     | %      | Sitze     | %         | Sitze     | %         | Sitze     |           |
| SPD                        | 21,2      | 5         | 40,4   | 10        | 46,4      | 11        | 40,7      | 10        |           |
| CSU                        | 26,2      | 6         | 28,9   | 7         | 36,5      | 9         | 43,3      | 11        |           |
| Bürgervereinigung Peiting  | 22, 8     | 6         | 23,6   | 5         | 17,1      | 4         | 12,9      | 3         |           |
| Bündnis 90/Die Grünen      | 11,9      | 3         | 7,1    | 2         | −         | −         | −         | −         |           |
| Unabhängige Peitinger (UP) | 13,8      | 3         | –      | –         | –         | –         | −         | −         |           |
| ödp                        | 4,1       | 1         | –      | –         | –         | –         | −         | −         |           |
| Deutsche Partei            | −         | −         | −      | −         | −         | −         | 3,1       | −         |           |
| Gesamt                     | 100       | 24        | 100    | 24        | 100       | 24        | 100       | 24        |           |
| Wahlbeteiligung            | 65,0 %    | 65,0 %    | 57,9 % | 57,9 %    | 65,6 %    | 65,6 %    | 62,3 %    | 62,3 %    |           |

Bürgermeister war seit 1996 Michael Asam (SPD). Bei der Kommunalwahl 2014 wurde er mit 81,1 % der gültigen Stimmen zum wiederholten Mal im Amt bestätigt.
Ihm folgte 2020 Peter Ostenrieder (CSU), der in der Stichwahl am 29. März 2020 mit 56,1 % der gültigen Stimmen gewählt wurde. Seine Mitbewerberin Annette Luckner (SPD) erhielt 43,9 % der Stimmen.

### Gemeindefinanzen
Im Jahr 2017 betrugen die Gemeindesteuereinnahmen  13.189.000 €, davon waren 5.226.000 € Gewerbesteuereinnahmen (netto).

### Wappen
| Wappen von Peiting | Blasonierung: „Die bayerischen Rauten, überdeckt mit einem breiten roten Schräglinksbalken.“ |
| Wappen von Peiting | Im Jahre 1438 verlieh Herzog Ernst Peiting dem Ort ein eigenes Ortswappen, das wittelsbachische Rautenwappen mit einem schrägen, roten Querbalken. Es war erst die vierte Wappenverleihung in Bayern an einen Ort. Die weiß-blauen Rauten weisen zum einen an die stete Zugehörigkeit zu Altbayern und zum anderen an die engen Beziehungen der Gemeinde zu dem Hause Wittelsbach hin. Der rote Schräglinksbalken kann zur Unterscheidung vom landesherrlichen Rautenwappen dienlich gewesen sein. Die Gestaltung folgt der im Wappenprivileg von 1438 überlieferten Beschreibung. Das Wappen wurde durch Herzog Ernst von Bayern verliehen, alsgleich die Marktfreiheit. Durch ministerielle Erlaubnis durfte die Gemeinde das historische Wappen im Jahre 1836 wieder führen, dennoch geriet es wieder in Vergessenheit. Man stützte sich fortan bei der Darstellung des Wappens auf eine Überlieferung an einem Glasfenster der Kapelle Maria Egg (Maria unter der Egg) sowie auf der Veteranenfahne. |

### Gemeindepartnerschaft
- Calvi dell’Umbria, Gemeinde in Italien

## Wirtschaft und Infrastruktur
Sozialversicherungspflichtig Beschäftigte am Wohnort gab es 1998 insgesamt 3674. Im verarbeitenden Gewerbe gab es keine, im Bauhauptgewerbe 14 Betriebe. Zudem bestanden im Jahr 1999 135 landwirtschaftliche Betriebe mit einer landwirtschaftlich genutzten Fläche von 3488 ha. Davon waren 185 ha Ackerfläche und 3293 ha Dauergrünfläche.

### Öffentliche Einrichtungen
Es gibt folgende Einrichtungen (Stand: 2015):
- Kindergärten: 388 Kindergartenplätze
- Volksschulen: drei mit 45 Lehrern und 897 Schülern
- Peitinger Wellenfreibad mit Volleyballplatz und Spielplatz

### Verkehr
Peiting ist Knotenpunkt dreier Bundesstraßen. Die B 472 verläuft von Irschenberg über Bad Tölz nach Marktoberdorf in Ost-West-Richtung. Die B 17 verläuft von Augsburg nach Füssen in Nord-Süd-Richtung. Die B 23 ist die schnellste Verbindung von Peiting nach Garmisch-Partenkirchen und weiter zum Grenzübergang nach Scharnitz in Tirol.
Bis Anfang der 1990er Jahre litten die Anwohner unter Stau und Verkehrslärm, heute jedoch kann der Ortskern auf der gut ausgebauten Umgehungsstraße umfahren werden.
Es gibt zwei Bahnstationen in Peiting an der Bahnstrecke Schongau–Peißenberg:
- den Bahnhof Peiting Ost,
- sowie den Haltepunkt Peiting Nord

Auf dieser Strecke verkehren im Stundentakt Dieseltriebwagen der Bayerischen Regiobahn. Zu Bergbauzeiten hatte das Bergwerk einen eigenen Gleisanschluss, der nach Beendigung des Abbaus bis 2005 durch andere Firmen weiter genutzt wurde. Außerdem gab es bis in die 1950er Jahre ab Peiting Ost eine Schmalspurbahn zum Torfwerk im Schwarzlaichmoor.
Etwa 4 km südlich von Peiting liegt das Ultraleichtfluggelände Peiting.

## Kultur und Sehenswürdigkeiten

### Museen
- Museum im Klösterle
- Villa Rustica Peiting

### Bauwerke
- Die Windkraftanlage auf dem Bühlach wurde trotz vieler Proteste errichtet und wird von einer privaten Investorengemeinschaft betrieben.[28]

### Sonstiges
- Kohleflöz am Bühlach (eines der „schönsten Geotope Bayerns“)

## Persönlichkeiten

### Ehrenbürger
- Georg Braun (1850–1931), Pfarrer (1893–1923 in Peiting) und königlicher Distriktsschulinspektor
- Michael Zieglmeier (1874–1959), Oberbergdirektor[29]
- Karl Fliegauf, Altbürgermeister und Ortschronist;[30] im Amt von 1954 bis 1978
- Michael Dacher (1933–1994), Extrembergsteiger[31]

### Söhne und Töchter der Gemeinde
- Placidus Braun (1756–1829), Kirchenhistoriker
- Martin Erhard (1918–2017), Gewerkschafter und Politiker
- Karl Werner (1956–2007), Entomologe
- Hubert Filser (1959–2012), römisch-katholischer Theologe und Dogmatiker
- Christine Echtler-Schleich (* 1963), Skibergsteigerin
- Volker Hess (* 1962), Mediziner
- Martin Hille (* 1964), Historiker
- Josef Holzmann (* 1964), Radrennfahrer
- Martin Echtler (* 1969), Bergsteiger und Alpinsportler
- Markus Gleich (* 1987), Eishockeyspieler

### Mit dem Ort verbundene Persönlichkeiten
- Gordon Sherwood (1929–2013), US-amerikanischer Komponist, verbrachte seine letzten Lebensjahre in der Herzogsägmühle
- Günther Neureuther (* 1955), zweifacher olympischer Medaillengewinner im Judo; wohnt in Peiting[32]

## Sonstiges
- Katholische Landjugend Peiting
- Judoabteilung
- Eishockeyverein EC im TSV Peiting
- Fußballverein FA Peiting
- Fischereiverein Peiting
- Das Moor bei Peiting ist Fundort der ca. 1000 Jahre alten Frau von Peiting, auch „Rosalinde“ genannt.
- Anbindung an zahlreiche kartografierte Radwanderwege, z. B. den König-Ludwig-Radweg
- Die Männer des Kegelvereins SKV Blau-Weiß Peiting spielten 2002–2019 in der Kegel-Bundesliga (Classic) im Wertungssystem „120 Wurf“, dabei 2009–2015 in der 1. Liga.[33][34]